# Helictotrichon longifolium
Helictotrichon longifolium är en gräsart som först beskrevs av Christian Gottfried Daniel Nees von Esenbeck, och fick sitt nu gällande namn av Herold Georg Wilhelm Johannes Schweickerdt. Helictotrichon longifolium ingår i släktet Helictotrichon och familjen gräs. Inga underarter finns listade i Catalogue of Life.